# فوفائو
فوفائو (انگلیسی: Fofão؛ هلیا روجریو د سوزا زادهٔ ۱۰ مارس ۱۹۷۰) بازیکن والیبال اهل برزیل است. فوفائو از سال ۱۹۹۱ تا ۲۰۰۸ عضو تیم ملی والیبال زنان برزیل بود. فوفائو از بازیکنان باسابقه برزیل به شمار می‌رود و در پنج المپیک عضو تیم ملی برزیل بوده است که در المپیک ۱۹۹۶ مدال برنز، المپیک ۲۰۰۰ مدال برنز و المپیک ۲۰۰۸ مدال طلا را به دست آورده است. سه نایب قهرمانی جهان در ۱۹۹۴، ۱۹۹۶، ۲۰۱۰ چهار قهرمانی جایزه بزرگ جهان و دو نایب قهرمانی جام جهانی و یک مدال طلا بازی‌های پان امریکن از دیگر افتخارات او در حضور ملی او است. در رده باشگاهی نیز دو قهرمانی سری آ و دو قهرمانی سوپرلیگ برزیل و دو قهرمانی باشگاه‌های جهان از دست‌آوردهای او است. فوفائو در المپیک ۲۰۰۸ نیز به عنوان بهترین پاسور رقابت‌ها انتخاب شد.